# Клусовский сельсовет (Коммунистический район)
Клусовский сельсовет — упразднённая административно-территориальная единица, существовавшая на территории Московской губернии и Московской области до 1954 года.
Клусовский сельсовет был образован в первые годы советской власти. По данным 1918 года он входил в состав Обольяновской волости Дмитровского уезда Московской губернии.
По данным 1926 года в состав сельсовета входили село Матвейково, деревни Алабуха, Клусово, Космынка и Щелково, а также совхоз Ботово.
В 1929 году Клусовский с/с был отнесён к Дмитровскому району Московского округа Московской области.
27 февраля 1935 года Клусовский с/с был передан в Коммунистический район.
14 июня 1954 года Клусовский с/с был упразднён. При этом его территория была передана в Кульпинский с/с.